# ПФК Литекс (Ловеч) през сезон 2009/10

### Трофеи
| Шампион на България |
| Шампион на България |
| ------------------- |

## Клубът

### Екипировка
| \| Домакин \| Гост \| Гост \| | Екипировка         |      |
| \| Домакин \| Гост \| Гост \| | Adidas             |      |
| \| Домакин \| Гост \| Гост \| | Основен спонсор    |      |
| \| Домакин \| Гост \| Гост \| | Глобул (b-connect) |      |
| Домакин                       | Гост               | Гост |

## А футболна група
| №  | Отбор                        | М  | П  | Р  | З  | ГР    | ГР  | Т  |
| -- | ---------------------------- | -- | -- | -- | -- | ----- | --- | -- |
| 1  | ПФК Литекс (Ловеч)           | 30 | 22 | 4  | 4  | 59:17 | 42  | 70 |
| 2  | ЦСКА (София)                 | 30 | 15 | 10 | 4  | 51:25 | 26  | 58 |
| 3  | ПФК Левски (София) (Ш)       | 30 | 17 | 6  | 7  | 57:26 | 31  | 57 |
| 4  | ПФК Локомотив (София)        | 30 | 15 | 7  | 8  | 47:33 | 14  | 52 |
| 5  | ПСФК Черноморец-Бургас       | 30 | 15 | 6  | 9  | 44:29 | 15  | 51 |
| 6  | ПФК Славия (София)           | 30 | 14 | 8  | 8  | 34:28 | 6   | 50 |
| 7  | ПФК Черно море (Варна)       | 30 | 13 | 9  | 8  | 40:28 | 12  | 48 |
| 8  | ПФК Миньор (Перник)          | 30 | 13 | 5  | 11 | 38:26 | 12  | 45 |
| 9  | Пирин (Благоевград)          | 30 | 11 | 10 | 9  | 34:32 | 2   | 43 |
| 10 | ПФК Берое (Стара Загора) (Н) | 30 | 10 | 8  | 12 | 30:36 | -6  | 38 |
| 11 | ПФК Монтана (Монтана) (Н)    | 30 | 9  | 9  | 12 | 30:37 | -7  | 36 |
| 12 | ПФК Локомотив (Пловдив)      | 30 | 9  | 6  | 15 | 36:52 | -16 | 33 |
| 13 | ПФК Сливен (Сливен)          | 30 | 9  | 5  | 16 | 29:40 | -11 | 32 |
| 14 | ПФК Локомотив (Мездра)       | 30 | 7  | 6  | 17 | 30:48 | -18 | 27 |
| 15 | ПФК Спортист (Своге) (Н)     | 30 | 5  | 4  | 21 | 23:59 | -36 | 19 |
| 16 | ПФК Ботев (Пловдив)          | 30 | 1  | 4  | 25 | 12:78 | -66 | 1  |

Заб. На Ботев са отнети 6 точки от актива заради задължения. Отборът прекратява участието си в А група преди пролетният дял. Всичките им останали мачове ще бъдат броени за загуби с 3:0

## Купа на България

### 1/16 финали
| 3 декември 2009 (сряда) 13:30 ч. |

| Пирин (Гоце Делчев) | 0:4      | ПФК Литекс (Ловеч)                                        |
| ------------------- | -------- | --------------------------------------------------------- |
|                     | (Доклад) | Сандриньо 14' Саидходжа 37' М.Цветанов 69' Г. Миланов 90' |

| Градски стадион, Гоце Делчев 2000 зрители Съдия: Калин Людмилов Пом. съдии: Веселин Мишев и Кирил Манолов |

### 1/8 финали
| 12 декември 2009 16:00 ч. |

| ЦСКА (София)   | 1:0      | ПФК Литекс (Ловеч) |
| -------------- | -------- | ------------------ |
| 48' Спас Делев | (Доклад) |                    |

| Българска армия, София 1500 зрители Съдия: Александър Костадинов Пом. съдии: Николай Ангелов и Николай Петров |

## Лига Европа

### Плейофи
Литекс играе направо в четвъртия квалификационен кръг на новия турнир Лига Европа, който е плейоф. Така Литекс ще има само един съперник за влизане в групите на Лига Европа. Промяната в квалификациите се налага заради това, че носителят на Купата на УЕФА Шахтьор (Донецк) ще участва в Шампионската лига и освобождава едно място.
По тази причина УЕФА се налага да смени схемата на квалификациите и да прати направо в четвъртия кръг носителите на купите в България и Швейцария.
| 20 август 2009 19:00 ч. |

| Бате Борисов | 0:1      | ПФК Литекс (Ловеч) |
| ------------ | -------- | ------------------ |
|              | (Доклад) | Сандриньо 80'      |

| „Хородский“, Борисов 5000 зрители Съдия: Томи Скервен Пом. съдии: Йонсен и Опланд |

| 27 август 2009 21:00 ч. |

| ПФК Литекс (Ловеч) | 0:1 (0:4 сл. пр.) | Бате Борисов                                                                                  |
| ------------------ | ----------------- | --------------------------------------------------------------------------------------------- |
|                    | (Доклад)          | Сергей Сосновски 86' Виталий Родионов 95' Сергей Сосновски 99' Александър Барт 119' (автогол) |

| Градски стадион, Ловеч 5000 зрители Съдия: Мануел Графе Пом. Сьонке Глиндеман и Кристиан Дингерт |

## Програма
* Срещата Пирин Бл. – Литекс се играе на ст. „Осогово“ в Кюстендил поради течащ ремонт на стадиона в Благоевград.

##### Голмайстори
Заб. В мача от XXI кръг Ботев (Пд.) – Литекс	е присъдена служебна победа с 0:3

### Приятелски мачове

#### Лятна подготовка
Литекс се събира за първа тренировка на 25 юни и лятната подготовка се провежда на два етапа.
- Първи етап. От 25 юни до 12 юли в Ловеч. Предвидена е една контрола.
- Втори етап. От 12 юли до 26 юли и ще се проведе в Холандия. „Оранжевите ще отседнат в базата „Златното лале“ намираща се до град Арнем. Освен традиционните занимания с топка са предвидени и четири контроли.

* Заб. Срещата с АДО Ден Хааг се играе на собствения му стадион Ден Хааг Стадион и е официално представяне на отбора пред собствена публика

#### Зимна подготовка
Отбора се събира на 11 януари 2010 и до 17 януари 2010 води подготовка и медицински изследвания в Ловеч.
- От 18 януари 2010 до 30 януари 2010 подготовка в Свиленград с предвидени две контроли. Влошените метеорологични условия и натрупан сняг принуждават отбора да се премести в Сандански.[1]
- От 02.02.2010 до 14.02.2010 втори подготвителен лагер в „Белек“ Анталия, Турция с предвидени четири контроли.

На 14.02.2010 г. отбора се прибира в България и води подготовка до началото на шампионата в Ловеч. Предвидена е контрола с Ботев (Криводол) и представяне на отбора пред собствена публика.